# Euryproctus mundus
Euryproctus mundus är en stekelart som först beskrevs av Johann Ludwig Christian Gravenhorst 1820.  Euryproctus mundus ingår i släktet Euryproctus och familjen brokparasitsteklar. Arten är reproducerande i Sverige. Inga underarter finns listade i Catalogue of Life.